# Fascellina vinosa
Fascellina vinosa är en fjärilsart som beskrevs av W. Warren 1892. Fascellina vinosa ingår i släktet Fascellina och familjen mätare. Inga underarter finns listade i Catalogue of Life.